# Nemanja Stojić
Nemanja Stojić (in serbo Немања Стојић?; Belgrado, 15 gennaio 1998) è un calciatore serbo, difensore del Maccabi Tel Aviv e della nazionale serba.

## Carriera

### Club
Cresciuto nei settori giovanili di Partizan e Voždovac, nel 2017 viene acquistato dalla Stella Rossa, che lo gira subito in prestito al Grafičar Belgrado, nelle serie minori del calcio serbo. Rientrato alla base, nell'estate del 2020 viene prestato allo Zlatibor Čajetina, con cui ha esordito in Superliga il 31 luglio, in occasione dell'incontro perso per 3-0 contro lo Spartak Subotica. Tuttavia, il prestito dura poco più di due mesi, facendo nuovamente ritorno, sempre in prestito, al Grafičar Belgrado. Nel 2021 viene acquistato a titolo definitivo dal Metalac, che nel 2022 lo cede al TSC Bačka Topola.

### Nazionale
Il 25 gennaio 2023 debutta con la nazionale serba nell'amichevole vinta per 1-2 contro gli Stati Uniti.

## Statistiche

### Presenze e reti nei club
Statistiche aggiornate al 17 marzo 2023.
| Stagione            | Squadra             | Campionato          | Campionato | Campionato | Coppe nazionali | Coppe nazionali | Coppe nazionali | Coppe continentali | Coppe continentali | Coppe continentali | Altre coppe | Altre coppe | Altre coppe | Totale | Totale |
| Stagione            | Squadra             | Comp                | Pres       | Reti       | Comp            | Pres            | Reti            | Comp               | Pres               | Reti               | Comp        | Pres        | Reti        | Pres   | Reti   |
| ------------------- | ------------------- | ------------------- | ---------- | ---------- | --------------- | --------------- | --------------- | ------------------ | ------------------ | ------------------ | ----------- | ----------- | ----------- | ------ | ------ |
| 2019-2020           | Grafičar Belgrado   | 1L                  | 29         | 1          |                 | -               | -               |                    | -                  | -                  |             | -           | -           | 29     | 1      |
| lug.-set. 2020      | Zlatibor Čajetina   | SL                  | 4          | 0          | CS              | -               | -               |                    | -                  | -                  |             | -           | -           | 4      | 0      |
| set. 2020-2021      | Grafičar Belgrado   | 1L                  | 21         | 3          | CS              | 0               | 0               |                    | -                  | -                  |             | -           | -           | 21     | 3      |
| 2021-2022           | Metalac             | SL                  | 29+7       | 4+1        | CS              | 3               | 0               |                    | -                  | -                  |             | -           | -           | 39     | 5      |
| 2022-2023           | TSC Bačka Topola    | SL                  | 29+7       | 1          | CS              | 4               | 0               |                    | -                  | -                  |             | -           | -           | 40     | 1      |
| 2023-2024           | TSC Bačka Topola    | SL                  | 24+6       | 3+1        | CS              | 1               | 0               | UCL+UEL            | 1+6                | 0+0                | -           | -           | -           | 38     | 4      |
| Totale Backa Topola | Totale Backa Topola | Totale Backa Topola | 53+13      | 4+1        |                 | 5               | 0               |                    | 7                  | 0                  |             | -           | -           | 78     | 5      |
| lug.-ago. 2024      | Stella Rossa        | SL                  | 4          | 0          | CS              | 0               | 0               | UCL                | 0                  | 0                  | -           | -           | -           | 4      | 0      |
| 2024-2025           | Maccabi Tel Aviv    | Lh                  | 22         | 4          | CI+CdL          | 1+1             | 0+0             | UEL                | 8                  | 1                  | -           | -           | -           | 32     | 5      |
| Totale carriera     | Totale carriera     | Totale carriera     | 182        | 18         |                 | 10              | 0               |                    | 15                 | 1                  |             | -           | -           | 207    | 19     |

### Cronologia presenze e reti in nazionale
| Cronologia completa delle presenze e delle reti in nazionale ― Serbia | Cronologia completa delle presenze e delle reti in nazionale ― Serbia | Cronologia completa delle presenze e delle reti in nazionale ― Serbia | Cronologia completa delle presenze e delle reti in nazionale ― Serbia | Cronologia completa delle presenze e delle reti in nazionale ― Serbia | Cronologia completa delle presenze e delle reti in nazionale ― Serbia | Cronologia completa delle presenze e delle reti in nazionale ― Serbia | Cronologia completa delle presenze e delle reti in nazionale ― Serbia |
| Data                                                                  | Città                                                                 | In casa                                                               | Risultato                                                             | Ospiti                                                                | Competizione                                                          | Reti                                                                  | Note                                                                  |
| --------------------------------------------------------------------- | --------------------------------------------------------------------- | --------------------------------------------------------------------- | --------------------------------------------------------------------- | --------------------------------------------------------------------- | --------------------------------------------------------------------- | --------------------------------------------------------------------- | --------------------------------------------------------------------- |
| 25-1-2023                                                             | Los Angeles                                                           | Stati Uniti                                                           | 1 – 2                                                                 | Serbia                                                                | Amichevole                                                            | -                                                                     |                                                                       |
| 8-6-2024                                                              | Solna                                                                 | Svezia                                                                | 0 – 3                                                                 | Serbia                                                                | Amichevole                                                            | -                                                                     |                                                                       |
| 15-11-2024                                                            | Zurigo                                                                | Svizzera                                                              | 1 – 1                                                                 | Serbia                                                                | UEFA Nations League 2024-2025 - 1º turno                              | -                                                                     | 46’                                                                   |
| 10-6-2025                                                             | Leskovac                                                              | Serbia                                                                | 3 – 0                                                                 | Andorra                                                               | Qual. Mondiali 2026                                                   | -                                                                     | 76’                                                                   |
| Totale                                                                |                                                                       | Presenze                                                              | 4                                                                     |                                                                       | Reti                                                                  | 0                                                                     |                                                                       |

## Palmarès
- Coppa Toto: 1

Maccabi Tel Aviv: 2024-2025